# 張旭 (1986年)
張旭（1986年12月2日—），本名張舜為，畢業於國立中央大學數學系、國立臺灣師範大學數學碩士。是一名YouTuber、實況主，從事線上教學，主要教授大學數學與高中數學。2020年於全球知名成人平台Pornhub創立了數學教學頻道，在Pornhub因含有兒童色情、性侵等犯罪影片而遭數百萬人連署邀要求關閉網站時遭受波及導致頻道被刪，此事件使張旭在台灣的大學生間開始有一點知名度。2021年初張旭通過Pornhub的認證，成為全球第一個通過成人平台認證的數學教學頻道。

## 經歷

### 過去經歷
- 清大微積分講師

- 張旭數學補習班負責人

## 外部連結
- 張旭的Instagram帳戶
- 張旭的Dcard帳戶
- YouTube上的數學老師張旭頻道
- YouTube上的張旭無限教室頻道
- 張旭的Facebook專頁
- 張旭的Twitch频道
- 張旭 (1986年)的哔哩哔哩个人空间
- 張旭的抖音號 （页面存档备份，存于）
- 張旭的X（前Twitter）
- 張旭無限教室
- 張旭無限教室（大陸版）